# Akutes Skrotum
Als akutes Skrotum werden in der Medizin bzw. Urologie plötzlich eintretende, heftige Schmerzen verschiedener Ursache in einem, selten beiden Skrotalfächern bezeichnet. Neben den Schmerzen, die in der Regel in die Leistenregion ausstrahlen, können eine Schwellung und Rötung der jeweiligen Seite des Hodensacks vorhanden sein.
Mögliche Ursachen sind:
- eine Hoden- oder Hydatidentorsion
- Entzündungen
  - des Nebenhodens (Epididymitis),
  - des Hodens selbst (Orchitis),
  - des Samenleiters (Deferentitis),
  - des Samenstrangs (Funiculitis)
  - der Skrotalhaut (Skrotalabszess und Erysipel)
- ein akutes idiopathisches Skrotalödem

Da die Hodentorsion infolge Abklemmens des venösen Blutabflusses zur Stase einer ausreichenden Blutversorgung insgesamt und damit zum Untergang des Hodens/der Hoden führen kann, ist in Zweifelsfällen immer die chirurgische Exploration angezeigt.